# Retro Active
Retro Active – kompilacyjny album brytyjskiego zespołu Def Leppard. Wydany został w roku 1993.

## Lista utworów
1. Desert Song (Steve Clark, Joe Elliott, Rick Savage) – 5:19
2. Fractured Love (Clark, Elliott, Savage) – 5:08
3. Action (Andy Scott, Brian Connolly, Steve Priest, Mick Tucker) – 3:41
4. Two Steps Behind [Acoustic Version] (Elliott) – 4:16
5. She's Too Tough (Elliott) – 3:41
6. Miss You in a Heartbeat (Phil Collen) – 4:04
7. Only After Dark (Mick Ronson) – 3:52
8. Ride into the Sun (Clark, Collen, Elliott, Savage) – 3:12
9. From the Inside (Elliott) – 4:13
10. Ring of Fire (Clark, Collen, Elliott, Robert John "Mutt" Lange, Savage) – 4:42
11. I Wanna Be Your Hero (Clark, Collen, Elliott, Lange, Savage) – 4:29
12. Miss You in a Heartbeat (Electric Version) (Collen) – 4:58
13. Two Steps Behind (Electric Version) (Elliott) – 4:29
14. Miss You in a Heartbeat (Piano Version) [Hidden track] (Collen) – 4:09

## Twórcy
- Joe Elliott – wokal
- Rick Savage – gitara basowa
- Phil Collen – gitara
- Rick Allen – perkusja
- Steve Clark – gitara
- Vivian Campbell-gitara